# 津留地区
津留地区（つるちく）は、大分県大分市の中心よりやや東に位置する商業及び住宅地区である。
大分川と裏川の間の三角州であり、国道197号と産業道路（40m道路）の２つの幹線が東西に貫く。南北に走る道路は「元空港道路」という名称からも窺えるように、現在国東市にある大分空港（1971年開港）は、津留地区に1938年に海軍航空隊の飛行場として始まり移転したものである。

## 主な施設

### 学校
- 大分市立津留小学校
- 大分市立舞鶴小学校
- 大分県立大分舞鶴高等学校
- 大分県立大分商業高等学校
- 大分県立大分中央高等学校（2013年3月閉校）
- 岩田中学校・高等学校
- 明星国際ビューティカレッジ

### 公共施設
- 平和市民公園
- 大分県立芸術会館（2012年3月閉館）
- 大洲総合運動公園
  - 大洲総合運動公園硬式野球場（新大分球場）
- 能楽堂
- 大分市営陸上競技場
- 大分市営温水プール
- 大分県総合社会福祉会館

## 地区内に拠点のある企業
- 大分放送（本社）